# センセーショナル・アレックス・ハーヴェイ・バンド
センセーショナル・アレックス・ハーヴェイ・バンド（The Sensational Alex Harvey Band、SAHB） は、1972年に結成されたイギリスのロック・バンドである。1970年代にイギリスの庶民層から支持を得た。

## 経歴
1950年代のイギリスにおけるスキッフル・ブームの最中にデビューした歌手 アレックス・ハーヴェイは、ミュージカル『ヘアー』に出演したり、自らのソウル・バンドを組織してハンブルクへ遠征に出る（同地ではゲイリー・グリッターとしのぎを削った）などしてキャリアを積み重ねていた。
1970年代初頭、同郷出身のバンドであるティア・ガス（Tear Gas）の面々（ギター：ザル・クレミンソン、ベース：クリス・グレン、ドラム：テッド・マッケンナ等）と知り合って意気投合し、センセーショナル・アレックス・ハーヴェイ・バンド結成へ動く。ちなみに、ハーヴェイと他のメンバー達とは15歳ほど年が離れていた。
1972年、ヴァーティゴ・レコードよりアルバム『フレイムド』をリリースしてデビューを飾る。基本となる音楽性はハードロックであったが、ハーヴェイの多彩な音楽遍歴を反映するかのように、ブルース、ブギ、ミュージカル曲など様々な要素を内包するバンドに成長していく。クレミンソンはピエロのメイク＆扮装をしてステージに立ち、ライブでは全員が高い演奏技術を基本にしながら、滑稽なパフォーマンスやシアトリカルな演出をふんだんに織り込み、徐々に人気を獲得していった。
アルバム制作やライブ活動を重ねて順調に活動しているかに見えたが、1976年にハーヴェイが突如脱退。バンドはハーヴェイ抜きで活動を続けていたところ、1977年にハーヴェイが突然復帰。これは実の所、働きづめで心身ともに疲弊していたハーヴェイを休養させるための措置であった。
1978年、ヒュー・マッケンナ（キーボード：テッドのいとこ）が脱退。代わりにトミー・アイアー（元マーク＝アーモンド、リフ・ラフ等）が加入するが、ハーヴェイの体調不良が影響して同年にバンドは解散する。

## 解散後のメンバーの経歴
ハーヴェイはアレックス・ハーヴェイ・ザ・ニュー・バンド（Alex Harvey-The New Band）、エレクトリック・カウボーイズ（the Electric Cowboys）などを率いるが、1982年に心臓発作で急死。
クレミンソンは1981年まで同郷のバンド、ナザレスに参加。グレンとテッドはマイケル・シェンカー・グループ（MSG）に参加（テッドはその前にロリー・ギャラガーのバンドを経て、グレッグ・レイクのバンドにゲイリー・ムーアとともに参加）し、2017年からはマイケル・シェンカーの新プロジェクト「マイケル・シェンカー・フェスト」にも参加。アイアーはハーヴェイとの活動のほか、ゲイリー・ムーア、マイケル・シェンカー、グレッグ・レイク、ワム! 等とも活動したが、2001年に食道癌で死去した。
1990年代からは別のボーカリストを加え、バンドが何度か再結成されるようになり（キーボードはヒュー）、2000年前後からは継続的なライブ活動を行うようになる。ステージではバンドの往年の曲のほか、テッドとグレンの経歴を反映してMSGの曲も演奏された。2008年にクレミンソンが脱退して引退を表明すると、バンドは代理のギタリストを立てて存続を図るも、やがて活動を停止した。
2019年初め、テッドがヘルニア手術の際に大量出血を起こして急死。マイケル・シェンカー・フェストでのアルバム制作およびライブツアーを控えている矢先のことであった。同年暮れ、ヒューが後を追うように癌で死去した。

## エピソード
- 横縞のシャツは、ハーヴェイのトレード・マーク。
- ストーン・ザ・クロウズのギタリストだったレス・ハーヴェイはアレックスの実弟。1972年にステージ上で感電死。
- ROLLYがSAHBのファンであることを公言している。すかんちのシアトリカルな要素はSAHBを参考に作り出したことを明かしている[5]。

## メンバー

### 結成メンバー
- アレックス・ハーヴェイ（Alex Harvey） - ボーカル、ギター。1935年2月5日、グラスゴー生まれ。1982年2月4日死去。
- ザル・クレミンソン（Zal Cleminson） - リード・ギター。1949年5月4日、グラスゴー生まれ。
- クリス・グレン（Chris Glen） - ベース。1950年11月6日、ペイズリー生まれ。
- テッド・マッケンナ（Ted McKenna） - ドラムス。1950年3月10日、レノックスタウン生まれ。2019年1月19日死去[6]。
- ヒュー・マッケンナ（Hugh McKenna） - キーボード。1949年11月28日、コートブリッジ生まれ。2019年12月18日死去[7][8]。

テッドとヒューはいとこ同士。

### 途中参加メンバー
- トミー・アイアー（Tommy Eyre） - キーボード。1949年7月5日、シェフィールド生まれ。2001年5月23日死去[9][10]。

## ディスコグラフィ

### スタジオ・アルバム
- 『フレイムド』 - Framed (1972年)
- 『センセイショナル!!』 - Next... (1973年)
- 『見果てぬ夢 怪傑アレックス・ハーヴェイ・バンド』 - The Impossible Dream (1974年)
- 『明日はセンセイショナル!』 - Tomorrow Belongs to Me (1975年)
- 『ペントハウスの大騒動』 - The Penthouse Tapes (1976年)
- 『アレックス・ハーヴェイの物語』 - SAHB Stories (1976年)
- Rock Drill (1978年)

### SAHB (without Alex)
- Fourplay (1977年) ※アレックス・ハーヴェイが脱退していた時期に制作されたアルバム（裏ジャケットにはしっかり写っているが...）。ボーカルはクリス・グレン以外の3人が務めた。

### ライブ・アルバム
- 『ライヴ!!オデオン座のセンセイション!』 - Live (1975年)
- Alex Harvey Presents: The Loch Ness Monster (1977年)
- 『ライヴ・イン・コンサート』 - BBC Radio 1 Live in Concert (1991年)
- Live on the Test (1995年)
- The Gospel According to Alex Harvey (1998年)
- 『ブリティッシュ・ツアー '76』 - British Tour '76 (2004年)
- 『USツアー'74』 - US Tour 74 (2006年)
- Live at the BBC (Spectrum/Universal 2009年)

### 再結成アルバム
- Live in Glasgow 1993 (1994年) (with Stevie Doherty on vocals)
- Zalvation (2006年) ※with "Mad" Max Maxwell (ボーカル)。旧題『Zalvation: Live in the 21st Century』

### コンピレーション・アルバムなど
- Vambo Rools: 'Big Hits and Close Shaves' (1977年、Vertigo)
- The Sensational Alex Harvey Band Collection (1986年、Castle Communications)
- The Best of the Sensational Alex Harvey (1987年) ※全英148位[11]
- All Sensations (1992年、Vertigo)
- ...Delilah (1998年、Spectrum)
- Faith Healer - An Introduction to (2001年、Mercury Records)
- Considering the Situation (2003年、Universal)
- 『ホット・シティ』 - Hot City (2009年) ※『見果てぬ夢 怪傑アレックス・ハーヴェイ・バンド』の初期バージョン[12]
- Last of the Teenage Idols (2016年) ※14枚組CD、217曲入のボックスセット。未リリース21曲、CD初収録59曲、豊富でレアな録音とハードカバーの写真集が含まれている。
- Shout: The Essential Alex Harvey (2018年、Spectrum Audio)